# جيمس إي. شيبرد (صيدلي)
جيمس إي. شيبرد (بالإنجليزية: James E. Shepard)‏ هو صيدلي أمريكي، ولد في 3 نوفمبر 1875 في رالي في الولايات المتحدة، وتوفي في 6 أكتوبر 1947.